# Налоговая система Китайской Народной Республики
Налоговая система Китайской Народной Республики — система налогов и сборов, установленных в КНР, а также совокупность принципов, форм и методов их взимания.

## Структура налоговых органов
Налоговое администрирование осуществляется Главным государственным налоговым управлением КНР (ГГНУ КНР) посредством территориальных налоговых управлений. В Китае существует две системы налоговых органов: управления по центральным налогам, находящиеся непосредственно в подчинении ГГНУ КНР, и управления по местным налогам, которые подчиняются ГГНУ КНР и народным правительствам провинциального уровня.
Управления по центральным налогам осуществляют сбор налогов, доход по которым поступает полностью в распоряжение центрального правительства (центральные налоги) либо распределяются между центральным и местными правительствами (совместные налоги). Управления по местным налогам осуществляют сбор налогов, которые поступают в распоряжение местных правительств (местные налоги).

## Виды налогов
В настоящее время в КНР существует 17 налогов:
- налог на доходы предприятий (корпоративный подоходный налог)
- налог на доходы физических лиц
- налог на добавленную стоимость
- налог на предпринимательскую деятельность
- потребительский налог
- транспортный налог
- налог на приобретение автотранспорта
- налог на переход прав
- налог на недвижимость
- налог на прирост стоимости земли
- налог на использование городских земель
- сбор за занятие сельскохозяйственных земель
- ресурсный налог
- налог на городской ремонт и строительство
- дополнительный сбор на образование
- гербовый сбор
- налог на табачный лист

## Налог на прибыль предприятий
Налог на прибыль предприятий (корпоративный подоходный налог) уплачивается предприятиями и другими организациями (не включая индивидуальные частные предприятия и товарищества). Закон КНР «О налоге на доходы предприятий» выделяет две категории налогоплательщиков:
- Предприятия-резиденты: созданные в КНР предприятия, а также созданные за рубежом предприятия, место эффективного управления которых находится на территории КНР, которые уплачивают налог на доходы предприятий с совокупной суммы дохода, полученного как от источников в КНР, так и за рубежом.
- Предприятия-нерезиденты: уплачивают налог на доходы предприятий в КНР с суммы дохода, которая относится к деятельности их постоянного представительства на территории КНР (при ведении деятельности в КНР через постоянное представительство), и с суммы доходов от источников в КНР в виде дивидендов, процентов, лицензионных отчислений (роялти)[3].

С 1 января единая ставка налога на доходы предприятий в КНР составляет 25 %; для предприятий новых и высоких технологий — 15 %; для малых малорентабельных предприятий — 20 %. Существуют налоговые льготы для предприятий, созданных в западных и центральных регионах Китая.

## Налог на доходы физических лиц
Налог на доходы физических лиц уплачивается:
- физическими лицами, являющимися налоговыми резидентами КНР — на доходы, полученные в КНР и из-за рубежа;
- физическими лицами, не являющимися налоговыми резидентами КНР — на доходы, полученные в КНР.

Ставка налога на доходы физических лиц зависима от вида и суммы дохода. Китайское законодательство выделяет следующие виды налогооблагаемых доходов физических лиц:
- оплата труда (заработная плата, оклад, премии, годовые бонусы, участие в прибыли, субсидии, компенсации, дотации и все остальные доходы, полученные в связи с приемом физического лица на работу по трудовому договору или должность государственной службы);
- доходы от индивидуальной предпринимательской деятельности в сфере промышленности и торговли;
- доходы, полученные от выполнения работ по договорам подряда (включая сельскохозяйственный подряд);
- доходы от независимой трудовой деятельности (индивидуальной практики, включая доход от оказания юридических услуг, медицинских услуг, услуг в сфере бухгалтерского учёта и аудита и других профессиональных услуг);
- гонорары писателей и журналистов;
- лицензионные платежи, полученные в результате передачи прав использования интеллектуальной собственности;
- дивиденды и проценты;
- доходы от сдачи имущества в аренду;
- доходы от продажи имущества;
- остальные доходы.

На доходы в виде оплаты труда применяется прогрессивная ставка. С 1 сентября 2011 г. применяются следующие ставки налога:
| Сумма налогооблагаемого дохода в месяц | Ставка налога |
| до 1 500 юаней                         | 3 %           |
| от 1 501 до 4 500 юаней                | 10 %          |
| от 4 501 до 9 000 юаней                | 20 %          |
| от 9 001 до 35 000 юаней               | 25 %          |
| от 35 001 до 55 000 юаней              | 30 %          |
| от 55 001 до 80 000 юаней              | 35 %          |
| 80 001 юаней и выше                    | 45 %          |
| -------------------------------------- | ------------- |

Доходы физических лиц от индивидуальной предпринимательской деятельности в сфере торговли и промышленности и доходы от подрядной деятельности облагаются НДФЛ по следующим ставкам:
| Сумма налогооблагаемого дохода в год | Ставка налога |
| до 15 000 юаней                      | 5 %           |
| от 15 001 до 30 000 юаней            | 10 %          |
| от 30 001 до 60 000 юаней            | 20 %          |
| от 60 001 до 100 000 юаней           | 30 %          |
| 100 001 юаней и выше                 | 35 %          |
| ------------------------------------ | ------------- |

Все остальные виды дохода облагаются НДФЛ по пропорциональной ставке в размере 20 %.

## Налог на добавленную стоимость
Налог на добавленную стоимость в Китае взимается при реализации товаров и части работ. При реализации услуг в Китае взимается налог на предпринимательскую деятельность.
Сейчас в КНР проводится реформа косвенного налогообложения, результатом которой должна стать отмена налога на предпринимательскую деятельность и перевод плательщиков налога на предпринимательскую деятельность на уплату НДС. С 1 января 2012 г. реформа проводится в экспериментальном порядке на территории Шанхая в отношении предприятий отдельных отраслей (логистика и транспорт, предприятия по аутсорсингу информационных технологий, аутсорсингу бизнес-процессов, аутсорсингу управления знаниями и др.).
В период с 1 августа до 31 декабря 2012 г. реформа косвенного налогообложения была распространена на 10 новых регионов, включая: города Пекин, Тяньцзинь (города центрального подчинения), Сямынь, Шэньчжэнь (города центрального планирования), провинции Цзянсу, Чжэцзян, Аньхой, Фуцзянь, Хубэй и Гуандун.
В КНР существуют два вида налогоплательщиков НДС: обычные налогоплательщики и малые налогоплательщики.
Малые налогоплательщики — налогоплательщики, ведущие 1) производственную деятельность и имеющие выручку от реализации менее 500 000 юаней жэньминьби в год, или 2) торговую деятельность и имеющие выручку от реализации менее 800 000 юаней жэньминьби в год. Малые налогоплательщики уплачивают НДС со всей суммы выручки и не вправе вычитать входной НДС.
Обычные налогоплательщики — налогоплательщики, ежегодная выручка от реализации которых больше 500 000 или 800 000 юаней жэньминьби, и (или) признанные в качестве обычного налогоплательщика налоговым органом. Организации с выручкой менее минимального порога и вновь созданные организации могут быть признаны в качестве обычных налогоплательщиков по решению налогового органа при условии наличия постоянного места ведения деятельности, подтвержденной способности вести учёт и составлять отчетность в соответствии с действующими государственными положениями и предоставления достоверной налоговой информации.
Ставки НДС:
- стандартная ставка НДС для обычных налогоплательщиков — 17 % (с 1 мая 2018 года — 16 %)
- стандартная ставка НДС для малых налогоплательщиков — 3 %;
- льготная ставка НДС для обычных налогоплательщиков — 13 % (реализация сельскохозяйственной продукции первичной переработки; сельскохозяйственной техники, удобрений и кормов; печатных, электронных и аудиовизуальных материалов; пищевой соли; подача топлива, газа, воды);
- реализация бывших в использовании основных средств — 2 % (без права вычета приобретателем входного НДС вне зависимости от категории налогоплательщика, реализующего основные средства; для обычных налогоплательщиков реализация основных средств с использованием данной ставки возможна, если основные средства были ими приняты на баланс до 1 января 2009 г.);
- реализация товаров, полученных в результате комплексного использования ресурсов, — 0 %
- экспорт товаров — 0 %.

## Налог на предпринимательскую деятельность
Налог на предпринимательскую деятельность в КНР уплачивается организациями и физическими лицами при реализации работ и услуг, передаче нематериальных активов и недвижимости (зданий, строений и помещений). Реализация товаров и части работ (услуг) в КНР облагается налогом на добавленную стоимость
В настоящее время проводится реформа налогообложения, результатом которой будет отмена этого налога.

## Потребительский налог
Потребительский налог в КНР уплачивается организациями и физическими лицами, которые 1) осуществляют производство (включая производство по договору переработки сырья) потребительских (подакцизных) товаров, 2) ведут импорт потребительских товаров в КНР, или 3) ведут реализацию потребительских товаров.
К потребительским (подакцизным) товарам в КНР отнесены табачные изделия, алкогольные напитки, парфюмерия и косметика, драгоценности, фейерверки, нефтепродукты, автопокрышки, мотоциклы, автомобили, инвентарь для гольфа, наручные часы, одноразовые палочки и паркетная доска.
Потребительские товары облагаются налогом по различным ставкам (специфическим, адвалорным или комбинированным).

## Транспортный налог
Транспортный налог уплачивается собственниками или владельцами транспортных средств. Ставка налога зависит от вида транспортного средства (пассажирский автотранспорт, грузовой автотранспорт, спецтранспорт, мотоциклы, транспортные средства сельскохозяйственного назначения; водные суда, яхты).

## Налог на недвижимость
Налог на недвижимость в КНР уплачивается собственниками зданий, строений, сооружений, помещения, расположенных в городской местности и используемых для ведения предпринимательской деятельности. В некоторых регионах (Шанхай, Чунцин) в экспериментальном порядке запущена реформа, в рамках которой налогом на недвижимость облагается часть жилого фонда.
Налоговой базой по налогу на недвижимость является стоимость недвижимости, уменьшенная на 10-30 % (в зависимости от региона). Если недвижимость сдается в аренду, налоговой базой является сумма выплачиваемых арендных платежей.
Ставка налога на недвижимость при уплате налога со стоимости недвижимости составляет 1,2 %, при уплате налога с суммы арендных платежей — 12 %.

## Остальные налоги и сборы
Налог на приобретение автотранспорта уплачивается при покупке нового автотранспортного средства (при покупке на вторичном рынке налог не взимается). Ставка налога составляет 10 % от стоимости автомобиля.
Налог на прирост стоимости земли уплачивается при передаче организацией или физическим лицом права пользования земельным участком, находящимся в государственной собственности. Налоговой базой является разница между доходом, полученным от передачи права пользования земельным участком, и расходами, понесенными в связи с приобретением данного права и освоение земельного участка. Налог взимается по ставке в размере от 30 % до 60 %.
Налог на использование городских земель уплачивается лицами, получившими право пользования земельными участками, находящимися в городской местности. Предельные ставки налога составляют от 0,6 до 30 юаней жэньминьби за квадратный метр.
Ресурсный налог уплачивается организациями и физическими лицами, ведущими добычу в КНР (включая морскую территорию КНР) полезных ископаемых.
Налог на переход прав уплачивается лицами, приобретающими права пользования земельными участками или права собственности на здания, строения, сооружения, помещения. Ставка налога на переход прав составляет от 3 % до 5 %.
Налог на городской ремонт и строительство уплачивается с сумм фактически уплаченного НДС, потребительского налога и налога на предпринимательскую деятельность. Ставка налога зависит от места нахождения налогоплательщика и составляет 7 % в городах и городских районах, 5 % — в уездных центрах или поселках, 1 % — в сельской местности.
Налог на табачный лист уплачивается лицами, осуществляющими закупки табачного листа. Ставка налога составляет 20 % от стоимости приобретенного табачного листа.
Гербовый сбор в Китае уплачивается при заключении договоров и выдаче государственными органами свидетельств, удостоверений и других документов. Ставка сбора зависит от вида документа или характера договора.
Сбор за занятие сельскохозяйственных земель уплачивается при отводе под строительство земель сельскохозяйственного назначения. Ставка сбора зависит от средней обеспеченности земельными ресурсами в регионе и составляет от 5 до 50 юаней жэньминьби за квадратный метр.
Дополнительные сборы на образование уплачиваются с суммы фактически уплаченного НДС, потребительского налога и налога на предпринимательскую деятельность.